# Даница Крљар
Даница Крљар (Краљево, 5. септембра 1952) српска је позоришна и телевизијска глумица.

## Биографија
Даница Крљар рођена је 5. септембра 1952. године у Краљеву. Своју прву улогу остварила је у представи Туђе дете, Краљевачког позоришта, као ученица средње Медицинске школе. Први професионални ангажман започела је 1978. у лесковачком Народном позоришту, а шест година касније наставила је у Народном позоришту у Ужицу. Највећи део каријере провела је као чланица ансамбла Књажевско-српског театра у Крагујевцу, где је стекла услов за пензију. Током своје позоришне каријере, Даница Крљар је премијерно извела преко 140 комада и добила више од 20 награда за своје глумачко остварење. Појавила се у неколико телевизијских серија, од којих је у пројекту Радоша Бајића Село гори, а баба се чешља тумачила лик баке, док је њену унуку Зорицу играла Оља Левић. Током премијерног извођења Ноћ Хелвера, 2010. године, Даница Крљар је претрпела прелом костију скочног зглоба, али је представу и поред повреде завршила на сцени.

## Филмографија
| Год.       | Назив                      | Улога           |
| ---------- | -------------------------- | --------------- |
| 1993.      | Срећни људи                | жена на шалтеру |
| 2008.      | Мој рођак са села          | секретарица     |
| 2008—2010. | Село гори, а баба се чешља | Зоричина бака   |
| 2018.      | Јутро ће променити све     | Зигијва мајка   |
| 2019.      | Шифра Деспот               | стрина          |
| 2021.      | Пролећна песма             | Сека            |